# Sinfonie KV Anh. 216 (Mozart)
Die Sinfonie B-Dur Köchelverzeichnis Anhang 216 wurde möglicherweise von Wolfgang Amadeus Mozart um 1771 komponiert.

## Allgemeines

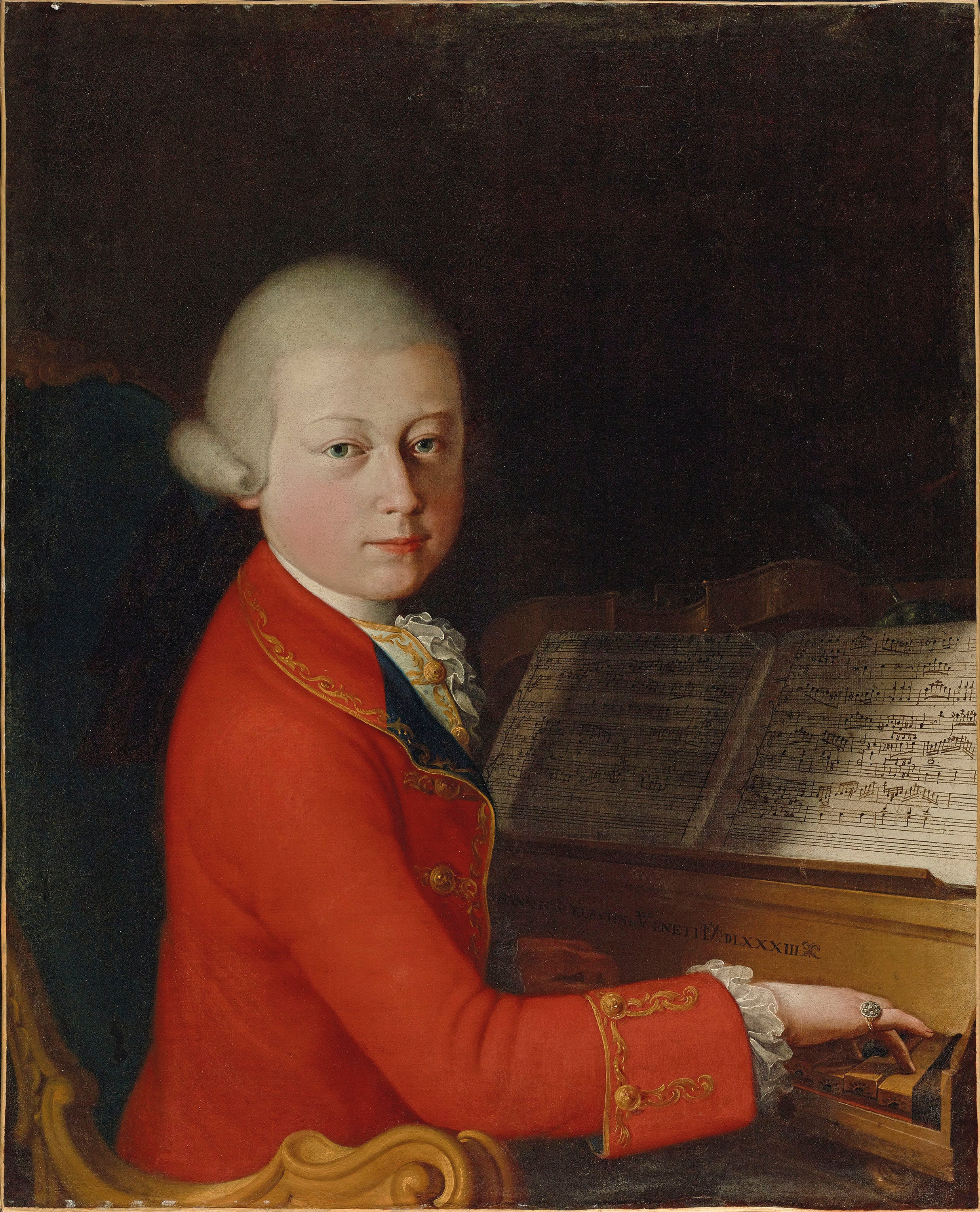
Mozart im Jahr 1770

Das Werk war (neben einigen anderen Sinfonien) Köchel nur aufgrund ihres Incipits in einem Katalog von Breitkopf & Härtel bekannt und im Köchelverzeichnis als „Anhang 216“ aufgeführt. Anfang des 20. Jahrhunderts wurde in der Preußischen Staatsbibliothek Berlin ein Stimmensatz gefunden und 1910 von Breitkopf & Härtel veröffentlicht. Dieser Stimmensatz ist jedoch nicht überliefert.
Die einzige Quelle dieser Sinfonie ist der Neudruck, den Breitkopf & Härtel im Jahr 1910 ohne weitere Angaben zur Vorlage als Einzel-Partitur veröffentlichte, eine weitere Ausgabe im Rahmen eines Ergänzungs-Bandes der Alten Mozart-Ausgabe war geplant, wurde aber wahrscheinlich nicht verwirklicht. Auf einem Mitteilungsblatt von Breitkopf & Härtel vom März 1910 schreibt Max Seiffert, der die Sinfonie herausgab, in einer Anzeige mit dem Titel „Eine unbekannte Sinfonie W. A. Mozarts“:
„In einem alten handschriftlichen Katalog von Breitkopf & Härtel sind 10 Sinfonien Mozarts verzeichnet, die sich ehemals in geschriebenen Stimmen unter den Beständen des alten Breitkopfschen Verlags befanden, aber für die Gesamtausgabe der Werke als verschollen gelten mussten. So konnte Köchel in seinem Verzeichnis nur die Anfangstakte dieser Sinfonien nach jenem alten Katalog mitteilen als Anhang IV Nr. 214 – 223. (…) Unlängst sind nun von zweien derselben in der Berliner Kgl. Bibliothek die alten Auflagenstimmen Breitkopfscher Provenienz wieder aufgefunden worden; Nr. 214 und 216. Beides sind Jugendwerke, nach der Fassung der Aufschrift 1770 – 1771 in Italien entstanden. Dieser Zeitbestimmung entspricht die musikalische Beschaffenheit: es fehlt ihnen noch die thematische Durchführung; die Motive ketten sich noch (…) zwanglos aneinander. Diese Sinfonien werden nebst anderen Ergänzungen der Gesamtausgabe in einem künftigen Supplementbande Platz finden. Inzwischen wird Nr. 216 in einer Sonderausgabe den Dirigenten willkommen sein. Sie zeichnet sich in der thematischen Erfindung durch frischen Schwung aus, der namentlich in den raschen Ecksätzen in Erscheinung tritt. Aufführungen dieser Sinfonie stehen in Berlin, Bremen und Dresden bevor.“ 
Alfred Einstein meinte dann in der dritten Auflage des Köchelverzeichnisses (1937), dass das Werk „zwischen den beiden italienischen Reisen im Frühsommer 1771 in Salzburg“ komponiert worden sei, gab ihm die KV-Nummer „74g“ und äußert keine Zweifel an der Urheberschaft Mozarts. Die Autoren der sechsten Auflage des Köchelverzeichnisses (1964) verwiesen die Sinfonie in den Anhang C (zweifelhafte und unechte Werke) unter der Nummer 11.03 und meinen, dass sie aus „inneren Gründen kaum echt“ sein dürfte. 
Wie oben dargelegt, gehört das Werk zu einer Reihe von Sinfonien, die ursprünglich nur durch das Incipit in einem Katalog von Breitkof & Härtel bekannt waren, bis später die o. g. Abschrift auftauchte. Die Sinfonien KV 19a (Anhang 223) und KV 45a (Anhang 221) sind durch die Entdeckung von Autographen nachträglich als echte Kompositionen Mozarts bestätigt worden, während Leopold Mozart durch Fund des Autographs als Autor der Sinfonie KV Anhang 219 gilt. 
„Einige weitere Sinfonien sind immer noch verschollen, und andere, die nicht im Katalog von Breitkopf & Härtel aufgeführt waren (...), platzierte Köchel ohne Kenntnis autorisierter Handschriften zwischen die authentischen Werke. Da jedoch die sieben letztgenannten Sinfonien sowie KV 45b, deren Autograph später entdeckt wurde, bei aller Obskurität ihrer Quellen wegen ihrer Nähe zu Mozarts Stil als wahrscheinlich authentisch angesehen wurden, müssten logischerweise entweder alle diese Sinfonien als zweifelhaft betrachtet oder aber KV 74g bei den wahrscheinlich authentischen eingereiht werden.“
Die Neue Mozart-Ausgabe führt KV 74g im Supplement (Ergänzungsband) „Werke zweifelhafter Echtheit“ und schließt eine detaillierte Diskussion zur Quellenlage und Echtheit damit, dass sich der Sinfonie „mit aller gebotenen Vorsicht eine eventuelle Autorschaft Mozarts ebenso zuzubilligen [lässt] wie den anderen „unsicheren“ Sinfonien (...).“
Die Alte Mozart-Ausgabe (erschienen 1879–1882) führt 41 Sinfonien mit der Nummerierung von 1 bis 41. Weitere Werke wurden bis 1910 in Ergänzungsbänden bzw. separat veröffentlicht (s. o.). Diese Werke sind manchmal mit den Nummern 42 bis 55 bezeichnet (KV 74g hat die Nummer 54), auch wenn es sich um frühere Werke als Mozarts letzte Sinfonie KV 551 von 1788 handelt, die nach der Alten Mozart-Ausgabe die Nummer 41 trägt.
Die Sinfonie wurde z. B. von der Academy of Ancient Music oder von The English Concert eingespielt.

## Zur Musik
Besetzung:  zwei Oboen bzw. zwei Querflöten zwei Hörner in B, zwei Violinen, zwei Violen, Cello, Kontrabass. In zeitgenössischen Orchestern war es zudem üblich, auch ohne gesonderte Notierung Fagott und Cembalo (sofern im Orchester vorhanden) zur Verstärkung der Bass-Stimme bzw. als Generalbass-Instrument einzusetzen. Hervorzuheben sind die zwei Violen (statt der sonst meist üblichen einen).
Aufführungsdauer:  ca. 14 Minuten
Bei den hier benutzten Begriffen in Anlehnung an die Sonatensatzform ist zu berücksichtigen, dass dieses Schema in der ersten Hälfte des 19. Jahrhunderts entworfen wurde (siehe dort) und von daher nur mit Einschränkungen auf die Sinfonie KV Anh. 216 übertragen werden kann. Die Sätze 1, 2 und 4 entsprechen noch mehr der zweiteiligen Form, bei der der zweite Satzteil als modifizierter Durchlauf des ersten („Exposition“) angesehen wird. – Die hier vorgenommene Beschreibung und Gliederung der Sätze ist als Vorschlag zu verstehen. Je nach Standpunkt sind auch andere Abgrenzungen und Deutungen möglich.

### Erster Satz: Allegro
B-Dur, 3/4-Takt, 160 Takte
Die Audiowiedergabe wird in deinem Browser nicht unterstützt. Du kannst die Audiodatei herunterladen.
Das erste Thema besteht aus zwei gegensätzlichen Teilen: die erste, vordersatzartige Passage (forte) mit kraftvollem Charakter ist durch große Intervallsprünge und Akzente in der stimmführenden 1. Violine und den Bläsern über einem Tremoloteppich der übrigen Streicher gekennzeichnet und erinnert etwas an die Eröffnung des ersten Satzes der Sinfonie KV 48. Die zweite, nachsatzartige Passage fällt durch ihre Tonrepetition (piano) und den virtuosen Sechzehntellauf aufwärts (forte) auf. 
Die folgende Passage (Takt 14 ff.) wechselt mit im Tremolo geführten Akkordbrechungen sowie ihrem Tonrepetitionsmotiv mit Triller in den stimmführenden Oboen und Violinen (in Kombination mit auf- und Abwärtsbewegung im Bass) zur Dominante F-Dur. Akkordschläge auf F und eine Generalpause kündigen das zweite Thema (Takt 28 ff.) an, bei dem 1. Violine und Bass ein Dreiklangsmotiv mit Vorhalt im Dialog spielen. Unterbrochen von einer Tremolo-Fanfare, wird das Thema wiederholt und mündet dann (Takt 42 ff.) unerwarteterweise in den erneuten Auftritt des ersten Themas, nun in der Doppeldominante C-Dur. Anstelle des „Nachsatzes“ schließt sich aber unmittelbar die relativ lange, energische Schlussgruppe an (Takt 48 ff.), die – wiederum – durch Tremolo über einem auftaktigen Bassmotiv, einer Unisono-Tremolo-Bewegung aufwärts und einer Kadenzfloskel mit Triller gekennzeichnet ist. 
Anstelle einer Durchführung, die Material des ersten Teils verarbeitet, folgt nun eine (im Verhältnis zum „lärmenden“ ersten Teil mit seinem vielem Tremolo) ruhig-sangliche Passage mit einem Dialog zwischen Viola / Bass und 1. Violine. Die achttaktige Figur wird mit Bläserbegleitung und kurzer Trübung nach d-Moll wiederholt. 
Die Reprise (Takt 90 ff.) ist entsprechend dem ersten Teil strukturiert. Eine kurze, viertaktige Coda beendet den Satz. 

### Zweiter Satz: Andante
Es-Dur, 2/4-Takt, 70 Takte
Das erste Thema bekommt durch eine abgesetzte, akzentuierte Figur in der stimmführenden 1. Violine, dem Pizzicato-Bass sowie durch den Wechsel von forte und piano seinen charakteristischen, schreitenden Charakter. Violen und 2. Violine begleiten im Tremolo, die Bläser mit Einzeltönen. Das Hauptmotiv wird wiederholt und geht dann in eine chromatische Sechzehntel-Bewegung der parallel geführten Violinen über. Akkordschläge auf der Tonika Es mit anschließender Achtelpause bewirken eine Zäsur, auf die ab Takt 19 weitere kleine Motive mit Wechsel von Pizzicato und Legato folgen, wiederum mit fließender, sanglicher Sechzehntelbewegung in parallel geführten Violinen. Mit einer Passage, die auf einem eintaktigen Motiv mit sparsamer, aber effektvoller Bläserbegleitung basiert, endet der erste Teil in Takt 31 im inzwischen etablierten B-Dur.
Die „Durchführung“ (Takt 32 ff.) basiert auf dem Motiv von Takt 19 ff., das sich die Violinen im Dialog zuwerfen. Die Reprise (Takt 40 ff.) ist ähnlich der Exposition strukturiert. Beide Satzteile werden wiederholt.

### Dritter Satz: Menuet
B-Dur, 3/4-Takt, 16 + 24 Takte
Die Audiowiedergabe wird in deinem Browser nicht unterstützt. Du kannst die Audiodatei herunterladen.
Das kräftige Menuett hat einen typisch tänzerischen Charakter und ist durchweg im forte gehalten. Es basiert auf seinem eintaktigen, aufstrebenden Motiv, dem zu Beginn des zweiten Teils ein weiteres Motiv gegenübergestellt wird. 
Die Audiowiedergabe wird in deinem Browser nicht unterstützt. Du kannst die Audiodatei herunterladen.
Das Trio (F-Dur, nur Streicher) steht dagegen vollständig im Piano. Es ist durch die gleichmäßige, abgesetzte Bewegung in Vierteln mit taktweisen Vorhalten gekennzeichnet. 

### Vierter Satz: Allegro molto
B-Dur, 2/4-Takt, 150 Takte
Die Audiowiedergabe wird in deinem Browser nicht unterstützt. Du kannst die Audiodatei herunterladen.
Der Satz, der wie für Sinfonien dieser Zeit typisch im „Kehraus“-Charakter gehalten ist, eröffnet im ersten Thema mit einer in Vorhalten aufstrebenden Figur, die im Nachsatz durch einen Sechzehntellauf abwärts mit Schlussfloskel beantwortet wird. Der anschließende Abschnitt mit Trillern führt dann zum zweiten Thema. Dieses schwankt zwischen C-Dur und F-Dur und besteht aus einer zweimal wiederholten „Frage“, die erst im dritten Anlauf „beantwortet“ wird. Wie auch im Allegro, folgt nun ein Wiederaufgreifen des ersten Themas, das mit Akkordschlägen auf F-Dur die Exposition in Takt 56 beendet. 
Der zweite Satzteil beginnt als überleitungsartige Passage, die bereits nach acht Takten wieder reprisenartig ins erste Thema zu führen scheint (Scheinreprise). Der harmonische Ablauf ist jedoch durch Tonartenwechsel im ersten Thema nach c-Moll und g-Moll verändert, das Pendeln des zweiten Themas wird im Quintenzirkel aufwärts von D-Dur über g-Moll, C-Dur und F-Dur zur Haupttonart B-Dur „gerückt“, in der dann ab Takt 95 die vollständige Reprise einsetzt. Beide Satzteile werden wiederholt.